# TransPinula (Guatemala)
El Transpinula es un sistema de transporte público que funciona en el municipio de Santa Catarina Pinula y en el área sur de la ciudad de Guatemala. Se inauguró el 29 de enero de 2022 y actualmente cuenta con dos líneas y 21 estaciones.

## Historia

### Cronología
- 29 de enero de 2022: El alcalde Sebastián Siero pone a funcionar las primeras dos rutas del Transpinula.[3]
- 17 de septiembre de 2024: Se inaugura la sexta ruta del servicio con 30 paradas.[4]

## Sistema de pago
Cuenta con su propia tarjeta llamada "Soluciona" y las estaciones también aceptan tarjetas de crédito y débito, y la Tarjeta Ciudadana de la Municipalidad de Guatemala. El costo del viaje es de Q5.00 y los menores de 15 años viajan gratis.

## Líneas

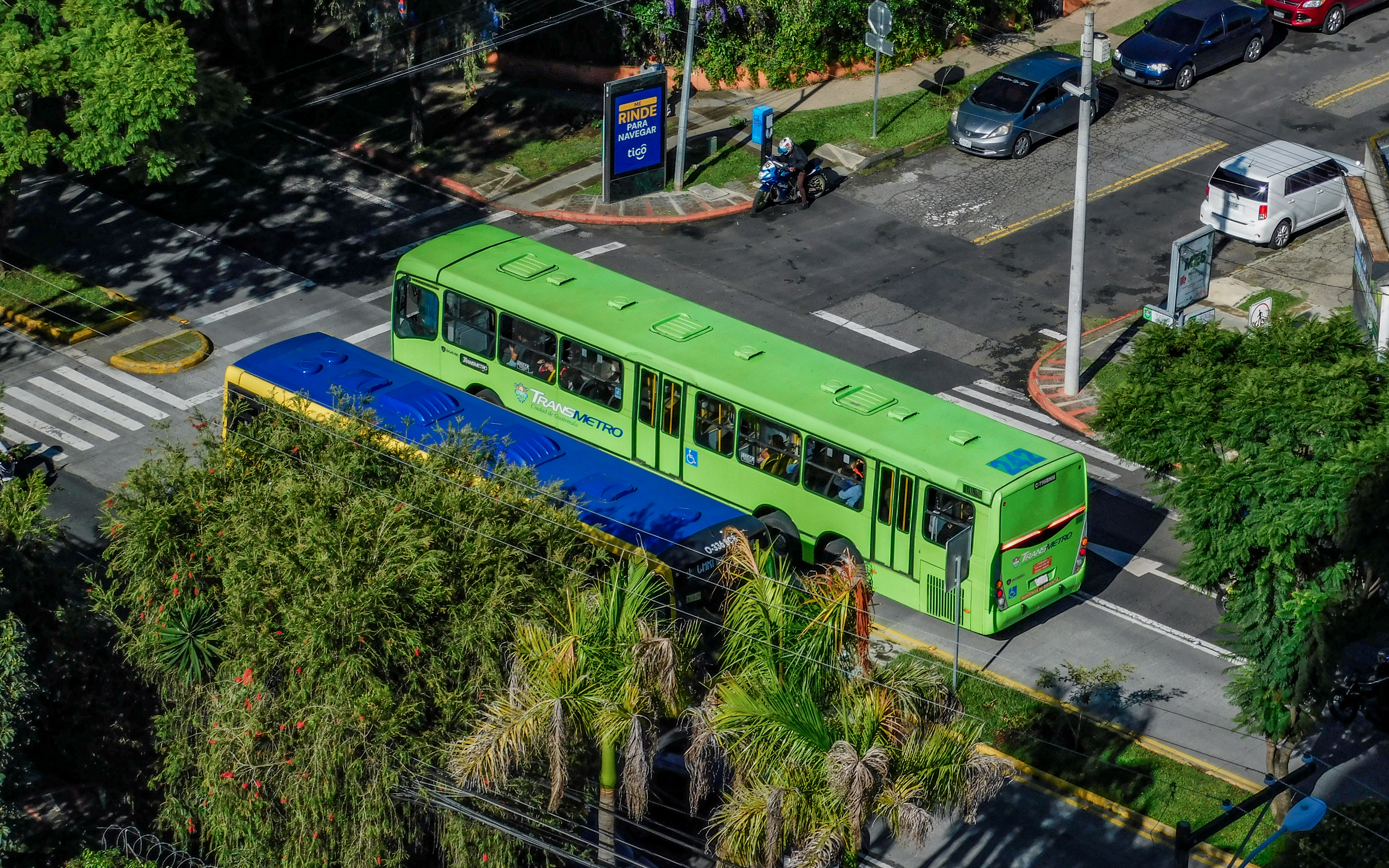
Transmetro y Transpinula circulando en la zona 13 de la Ciudad de Guatemala.

### Ruta 1
| Línea | Estación                                                       | Zona | Ciudad                |
| ----- | -------------------------------------------------------------- | ---- | --------------------- |
| R2    | Estación Hangares (Estación de transbordo Transmetro Línea 13) | 13   | Ciudad de Guatemala   |
| R1    | Estación Hangares (Estación de transbordo Transmetro Línea 13) | 13   | Ciudad de Guatemala   |
| L13   | Estación Hangares (Estación de transbordo Transmetro Línea 13) | 13   | Ciudad de Guatemala   |
| R1    | Los Olivos                                                     | 10   | Santa Catarina Pinula |
| R1    | Lomas                                                          | 10   | Santa Catarina Pinula |
| R1    | Sector Sur I                                                   | 10   | Santa Catarina Pinula |
| R1    | Sector Sur II                                                  | 10   | Santa Catarina Pinula |
| R1    | La Bendición                                                   | 10   | Santa Catarina Pinula |
| R1    | Mercado El Carmen                                              | 10   | Santa Catarina Pinula |
| R1    | Salón El Carmen                                                | 10   | Santa Catarina Pinula |
| R1    | Paisajes I                                                     | 10   | Santa Catarina Pinula |
| R1    | Paisajes II                                                    | 10   | Santa Catarina Pinula |
| R1    | Tres Marías                                                    | 10   | Santa Catarina Pinula |
| R1    | Sector Norte I                                                 | 10   | Santa Catarina Pinula |
| R1    | Sector Norte II                                                | 10   | Santa Catarina Pinula |
| R1    | La Ceiba                                                       | 10   | Santa Catarina Pinula |
| R2    | Rotonda El Carmen (Conexión ruta 2)                            | 10   | Santa Catarina Pinula |
| R1    | Rotonda El Carmen (Conexión ruta 2)                            | 10   | Santa Catarina Pinula |

### Ruta 2
| Línea | Estación                                                       | Zona | Ciudad                |
| ----- | -------------------------------------------------------------- | ---- | --------------------- |
| R2    | Estación Hangares (Estación de transbordo Transmetro Línea 13) | 13   | Ciudad de Guatemala   |
| R1    | Estación Hangares (Estación de transbordo Transmetro Línea 13) | 13   | Ciudad de Guatemala   |
| L13   | Estación Hangares (Estación de transbordo Transmetro Línea 13) | 13   | Ciudad de Guatemala   |
| R2    | Buenos Aires                                                   | 10   | Santa Catarina Pinula |
| R2    | Cento                                                          | 10   | Santa Catarina Pinula |
| R2    | Polideportivo                                                  | 10   | Santa Catarina Pinula |
| R2    | Ranchito                                                       | 10   | Santa Catarina Pinula |
| R2    | Rotonda El Carmen (Conexión ruta 1)                            | 10   | Santa Catarina Pinula |
| R1    | Rotonda El Carmen (Conexión ruta 1)                            | 10   | Santa Catarina Pinula |

## Transpinula Eléctrico
Es un sistema de buses eléctricos pequeños que funciona para las comunidades y cubre las zonas 1 y 2 de Santa Catarina Pinula. El pasaje no tiene costo.

### Rutas
- Ruta 1: (zona 1 y 2)
- Ruta 2: (Don Justo, El Pajón, Laguna Bermeja y Manzano La Libertad)

## Galería

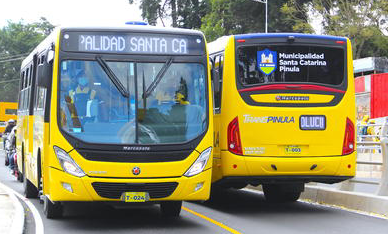
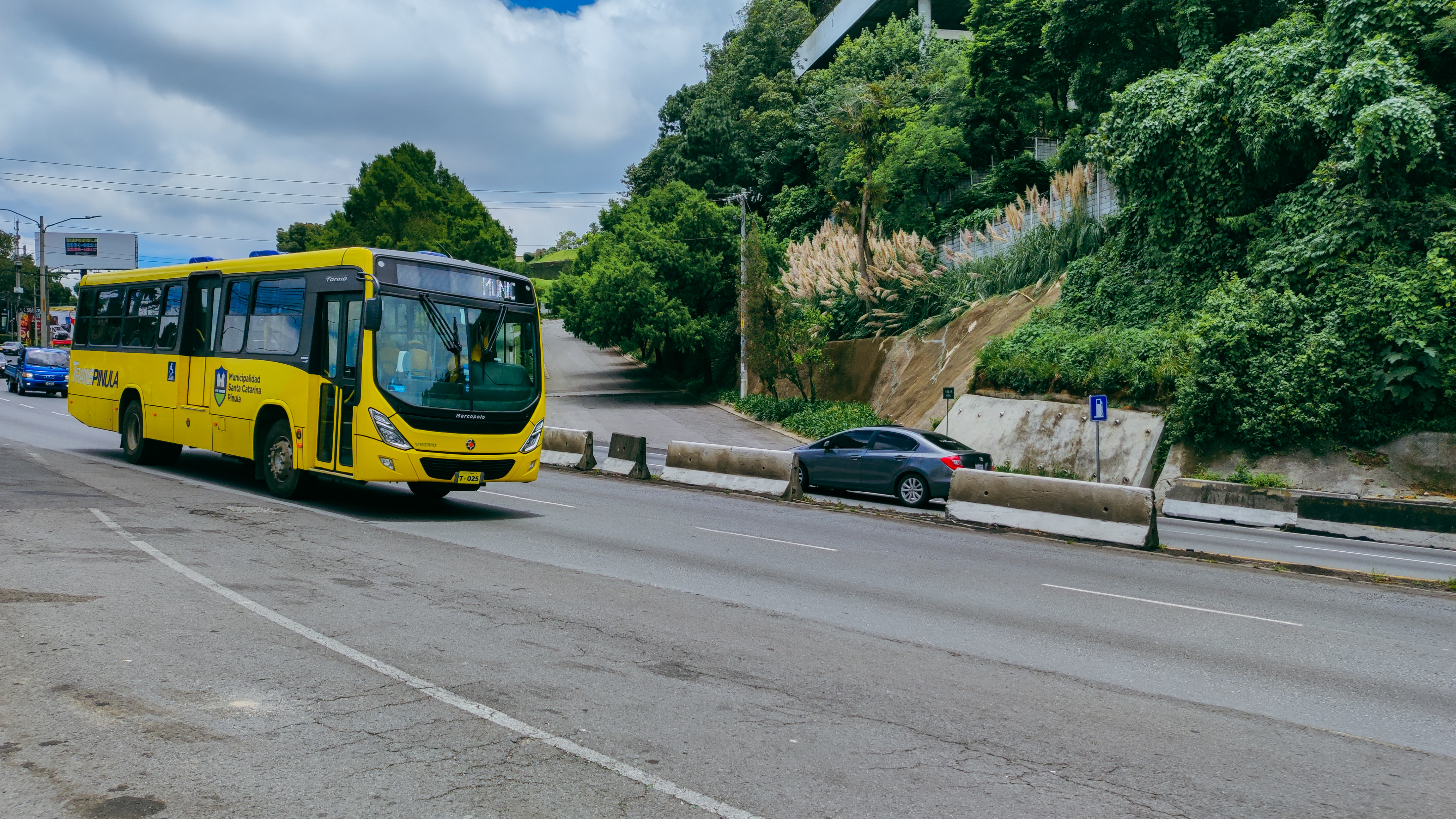
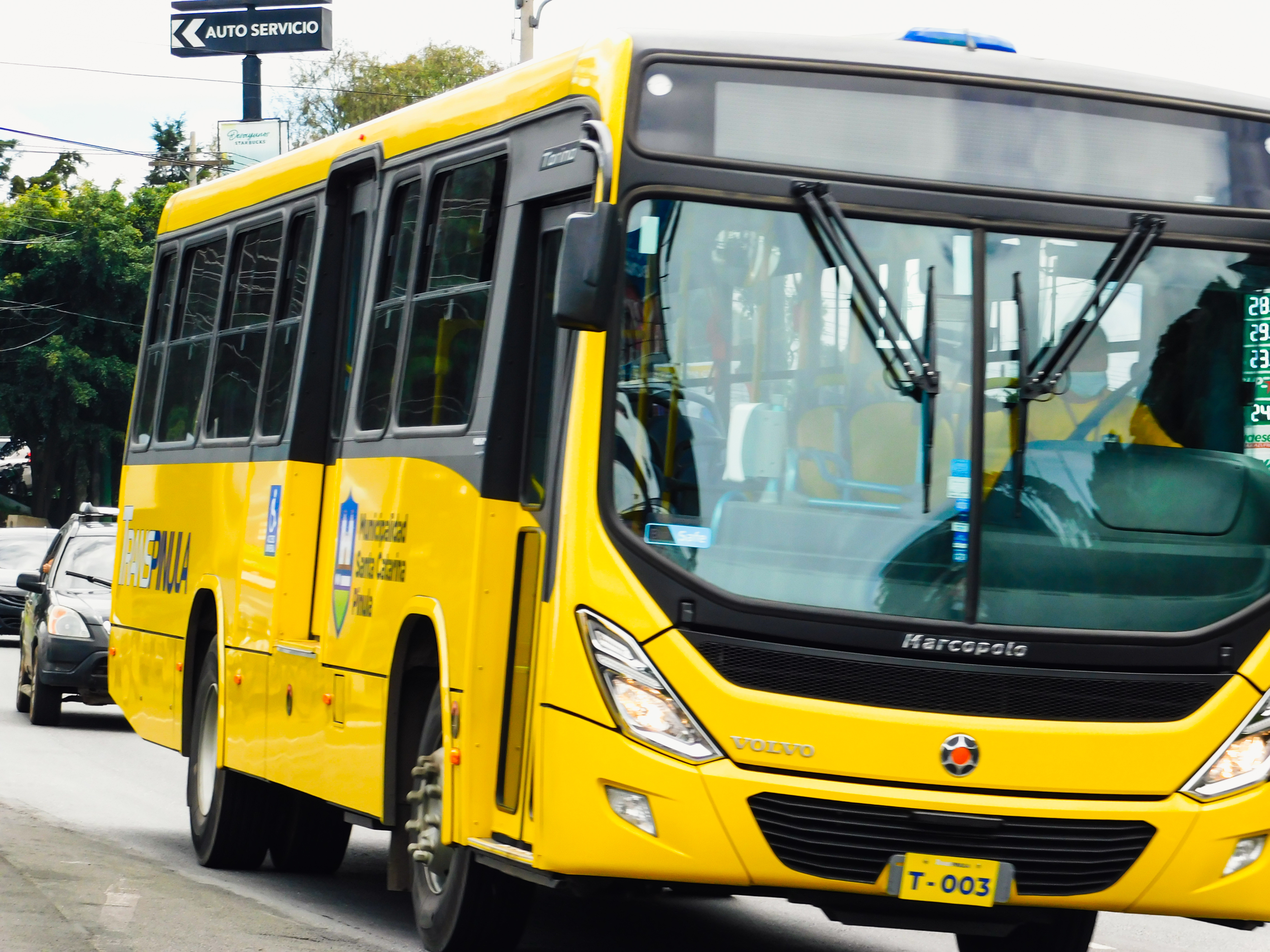
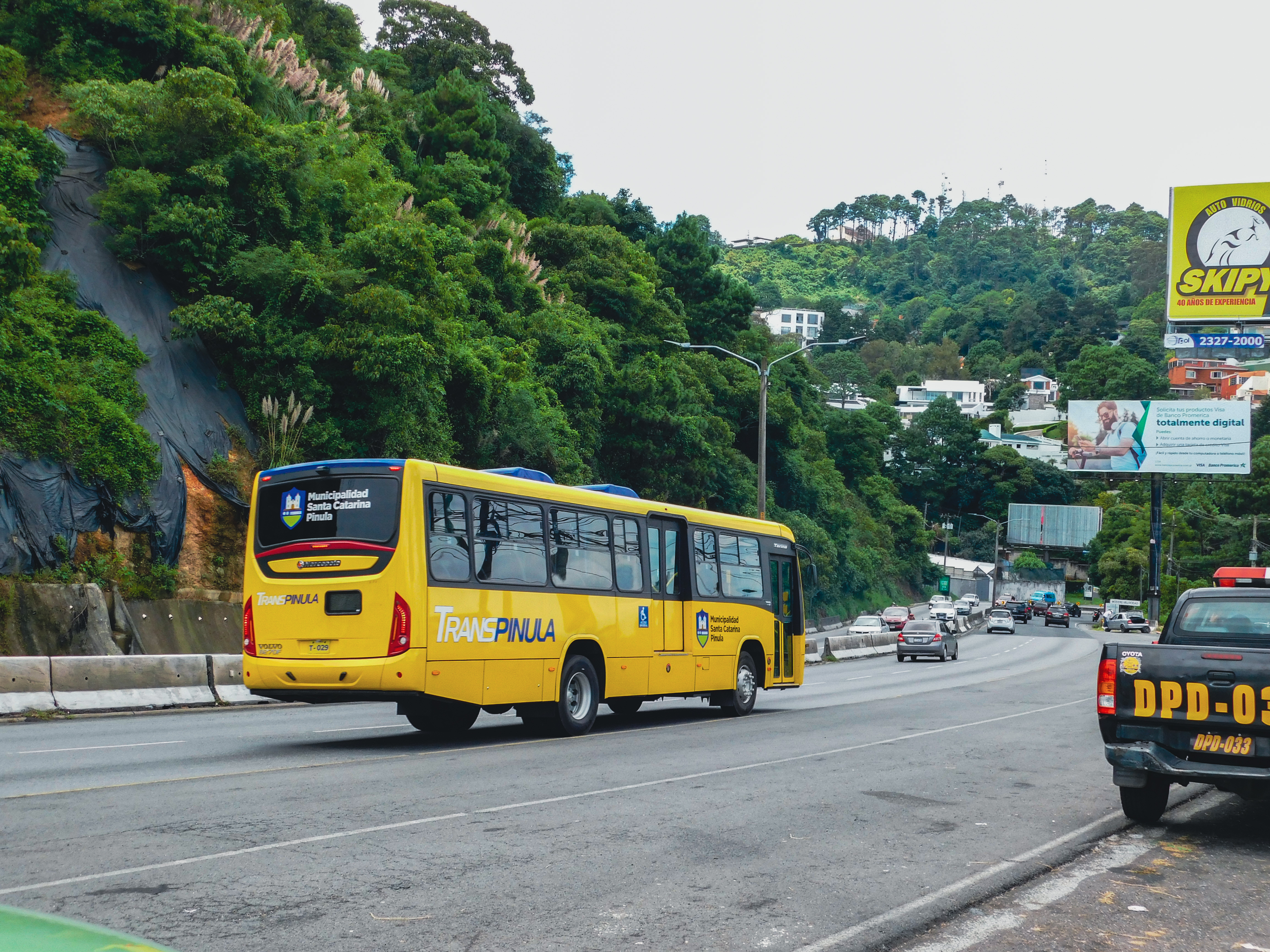

## Horarios de servicio
| Línea  | Lunes a viernes   | Sábado            | Domingo           |
| ------ | ----------------- | ----------------- | ----------------- |
| Ruta 1 | 5:00 a 21:00 hrs. | 5:00 a 20:00 hrs. | 5:00 a 20:00 hrs. |
| Ruta 2 | 5:00 a 21:00 hrs. | 5:00 a 20:00 hrs. | 5:00 a 20:00 hrs. |
| Ruta 6 | 5:30 a 19:30 hrs  | 5:30 a 19:30 hrs  | 5:30 a 19:30 hrs  |
| RTE    | 6:00 a 19:00 hrs. | 8:00 a 17:00 hrs. | 8:00 a 17:00 hrs. |